# Lima Barros (монітор)

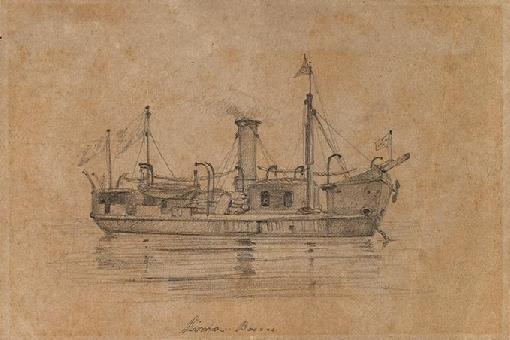
Ескіз монітора Lima Barros

Lima Barros початково був замовлений Парагваєм у 1864 під ім'ям Belona, проте був проданий Бразилії коли замовник втратив можливість здійснювати платежі. Корабель брав участь у Війні Потрійного Альянсу 1864–70 проти Парагваю.

## Конструювання і опис
Lima Barros конструювався як збільшена двох-баштова версія річкового монітора Bahia з кращою морехідністю. Довжина корабля від носу до гвинта вздовж ватерлінії складала 61,01 метри. Бімс корабля був 11,63 метри, а його максимальна осадка - 3,86 м. Водотоннажність становила 1 732 тони. Корабель було оснащено тараном. Екіпаж - 170 осіб. Корабель мав дві парові машини з горизонтальними двигунами прямої дії, кожен з яких приводив у рух окремий гвинт, використовуючи пару з двох котлів. Двигуни забезпечували загальну потужність у 2100 індикативних кінських сил, що дозволяло Lima Barros розвивати максимальну швидкість у 2 вузлів (22 км/год). Корабель оснащувався вітрилами барка на трьох мачтах та бушпритом.

## Будівництво та служба

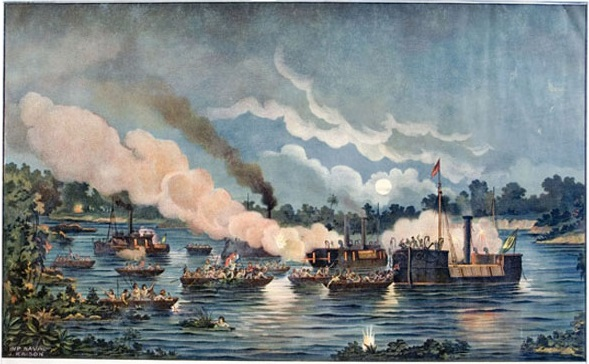
Спроба парагвайських військ захопити на абордаж броненосці "Ліма Баррош" та "Кабрал", літографія Джуліо Рейсона (Julio Raison) імовірно 1913 року

Lima Barros, названий на честь мічмана Франціско Жозе де Ліма Баррош (Francisco Jose de Lima Barros), який загинув під час Битви при Ріачуелло, спочатку був замовлений Парагваєм британській суднобудівній фірмі Laird Brothers і був закладений у 1864 під іменем Belona та заводським номером 327 на верфі у Беркенгеді. Корабель придбала Бразилія, оскільки після початку війни Парагвай виявився відрізаним від сполучення з зовнішнім світом та не міг відповідно здійснювати платежі. Корабель спустили на воду 21 грудня 1865 та завершили 3 квітня 1866. Він відіграв визначну роль у Війні Потрійного Альянсу, ставши одним з кораблів, які успішно прорвались через гарматний обстріл парагвайського форту Курупауту (Curupayty).